# 女孺

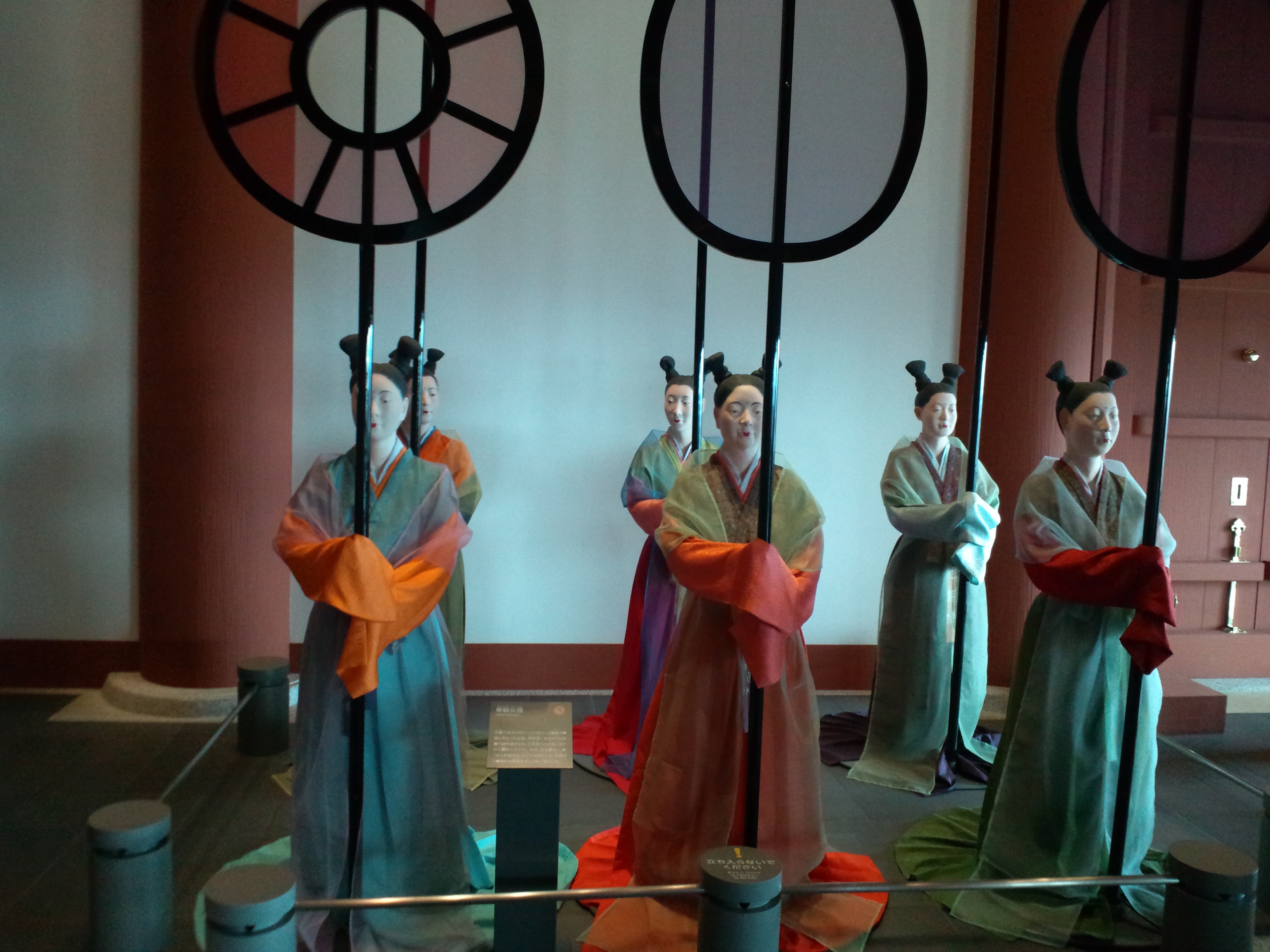
女孺（大阪歷史博物館）

女孺（日语：にょじゅ或めのわらわ）乃是日本古代隸屬後宮內侍司、專門從事打掃、照明等雜役之下級宮女，亦寫成女嬬。
在內侍司的階級劃分裡，由上至下依序為尚侍2名、典侍4名、掌侍4名，最低層的女孺則多達100名。《日本書紀》記載至舒明天皇即位前紀時首度出現這種官職名稱，而《大寶律令》規定了後宮十二司的女孺定員：内侍司100名、藏司10名、書司6名、藥司4名、兵司6名、闈司10名、殿司6名、掃司10名；定員以外的女孺則全分配給縫司。平安時代的《延喜式》則規定除縫司有100名定員，其他像中宮90名、縫殿寮70名、内教坊50名（但為新進人員）。
女孺的來源為各氏族貢上之氏女，或者地方豪族從采女間選拔表現良好的女子。有官位的女孺相當於少初位，沒有官位者則每季給予布一端左右的薪俸。由於出身卑微，一般女孺少有才能，但是奈良時代也曾出現官拜從四位典侍的和氣廣虫。